# Gente comune (Roberto Kunstler)
Gente comune è un Qdisc del cantautore italiano Roberto Kunstler, pubblicato dall'etichetta discografica Una sors coniunxit e distribuito dalla Panarecord nel 1985.

## Il disco
Il disco è prodotto e arrangiato da Mimmo Locasciulli, coautore del brano Saranno i giovani, pubblicato su 45 giri insieme a Gente comune, che  partecipa al Festival di Sanremo nella sezione "Nuove Proposte", venendo eliminato dopo il primo ascolto.

## Tracce

### Lato A
1. Saranno i giovani
2. Danzando con la notte e col vento

### Lato B
1. Gente comune
2. Piccola regina del varietà
3. Se mi parli così

## Formazione
- Roberto Kunstler: voce, armonica a bocca, chitarra
- Mimmo Locasciulli: pianoforte, organo Hammond
- Sergio Barlozzi: batteria, percussioni
- Massimo Fumanti: chitarra
- Maurizio Galli: basso (tranne Saranno i giovani)
- Mario Scotti: basso in Saranno i giovani
- Stefano Senesi: tastiera in Saranno i giovani
- Maurizio Giammarco: sax tenore in Danzando con la notte e col vento